# Баркли, Пэрис
Пэ́рис Кей. Си. Ба́ркли (англ. Paris K. C. Barclay; род. 30 июня 1956, Чикаго-Хайтс, Иллинойс) — американский режиссёр телевидения и продюсер, а также президент Гильдии режиссёров Америки. Он является двукратным лауреатом премии «Эмми» и числится среди самых занятых телережиссёров, сняв на сегодняшний день около 150 эпизодов для таких сериалов, как «Полиция Нью-Йорка», «Скорая помощь», «Западное крыло», «C.S.I.: Место преступления», «Остаться в живых», «Щит», «Доктор Хаус», «Закон и порядок», «Детектив Монк», «4исла», «Городские ангелы», «Детектив Раш», «Сыны анархии», «Менталист», «Дурман», «Морская полиция: Лос-Анджелес», «Хор», «Смэш», Хорошая жена, «Род человеческий» и «Манхэттен».
В 2011—2014 годы Баркли был исполнительным продюсером и главным режиссёром самого высокорейтингового сериала канала FX «Сыны анархии». В 2015 году находился в производстве другого проекта FX, «Палач-бастард».

## Ранняя жизнь
Баркли родился в Чикаго-Хайтс в штате Иллинойс. Он посещал школу Ля Люмьер, школу-интернат в Ла-Порте в штате Индиана. Затем Баркли поступил в Гарвардский колледж, где он был очень активным в постановках мюзиклов и в группе, поющей а капелла, The Harvard Krokodiloes. За четыре года пребывания там он написал 16 мюзиклов, включая музыку для двух ежегодных шоу Hasty Pudding. Он поступил в школу в Ля Люмьер и в Гарвард вместе с Джоном Робертсом, ставшим теперь главным судьёй Верховного суда. Его соседом по комнате в Гарварде был Артур Голден, автор «Мемуаров гейши».

## Карьера в кино и на телевидении

### 1990-е годы
Пэрис начал свою успешную карьеру на телевидении с эпизода сериала «Улица ангела». Его нанял Джон Уэллс, который делал свой дебют как исполнительный продюсер.
Баркли срежиссировал первый полнометражный фильм Шона и Марлона Уэйанса «Не грози Южному централу, попивая сок у себя в квартале» (1996) с участием Кинена Айвори Уэйанса, Вивики А. Фокс и Берни Мака. Хотя фильм получил смешанные отзывы, у него были успешные кассовые сборы, и он стал культовым с момента его релиза. Баркли также снял для HBO фильм «Чероки», вестернскую трагикомедию с Синбадом, Джеймсом Коберном, Бёртом Рейнольдсом, Грегори Хайнсом и Эй Мартинесом в главных ролях.
После режиссирования эпизодов «Скорой помощи» Пэрис снял и, в конечном счёте, стал продюсером «Полиции Нью-Йорка». Через три года Баркли получил две премии «Эмми» за лучшую режиссуру — второй из эпизодов называется «Hearts and Souls» — включающий смерть персонажа Джимми Смитса, Бобби Саймона. Эпизод был включён в «100 лучших эпизодов всех времён» по версии газеты «Телегид». Баркли с тех пор воссоединился со Смитсом в роли Неро Падильи в «Сынах анархии».

### 2000-е годы
В 2000 году Баркли объединил усилия с коллегами из «Полиции Нью-Йорка», продюсерами Стивеном Бочко и Николасом Вуттоном, чтобы создать «Городских ангелов», медицинскую драму с преобладающим афроамериканским актёрским составом, включая Блэра Андервуда, Виолу Дэвис, Октавию Спенсер, Майю Рудольф и Вивику А. Фокс. Шоу вышло в эфир на CBS и выиграло две премии «НАСПЦН».
В 2002 году он вернулся к Джону Уэллсу, чтобы стать продюсером и режиссёром пилотного эпизода, «Большого успеха», с Кристиной Хендрикс, Диланом Бейкером, Молли Рингуолд и Кристофером Ллойдом в главных ролях — который в конченом счёте вышел в эфир как двухчасовой фильм. В последующих годах Баркли работал в различных телевизионных драмах и комедиях. Он служил в качестве соисполнительного продюсера и режиссёра сериала «Детектив Раш», для которого он также снял девять эпизодов. Другие шоу, которые он снял за десятилетие, включают «Западное крыло», «Доктор Хафф», «Закон и порядок», «4исла», «Остаться в живых», «Доктор Хаус», «Щит», «Дурман», «Детектив Монк», «Хорошая жена», «Морская полиция: Лос-Анджелес», «Сыны анархии», «C.S.I.: Место преступления», «Менталист» и 9 эпизодов «Хора».
2008 год подчеркнул возвращение Баркли на HBO, где он исполнительным продюсером трёх сезонов «Пациентов», также как и режиссёром 36 эпизодов.

### 2010 — наст. время
В 2011 году, Баркли стал исполнительным продюсером и основным режиссёром четвёртого сезона сериала канала FX «Сыны анархии».
Также в 2013 году Баркли снял два эпизода «Хор», «Diva» и «Lights Out». За свою работу над «Diva» Баркли был номинирован на премию «Эмми» за лучшую режиссуру комедийного сериала, его вторая номинация на «Эмми» — за «Хор». В это время Баркли снял эпизод «Новой нормы» и предпоследний эпизод сериала ABC «Последняя надежда».
В 2014 году Баркли снял премьерные и предпоследние эпизоды «Сынов анархии» четыре года подряд. Вдобавок к его обязанностям к «Сынам анархии» Баркли также снял рубежный эпизод «100» для «Хора», за который он получил очередную номинацию на «Эмми», вдобавок к эпизодам «Хорошей жены» и «Род человеческий», с исполнительным продюсером Стивеном Спилбергом и Хэлли Берри в главной роли, и «Манхэттен», историческую драму Томаса Шламме / Сэма Шоу для WGN America.
В 2015 году Пэрис стал исполнительным продюсером / режиссёром очередного шоу канала FX «Палач-бастард».

## Личная жизнь
Баркли является открытым геем ещё с колледжа, и он постоянно вносил вклад в журнал The Advocate в течение нескольких лет. Баркли состоит в браке с администратором пищевой промышленности Кристофером Баркли (в девичестве Мейсон) в 2008 году.

## Фильмография
Снятые эпизоды (расположенные в порядке от наибольшего количества к наименьшему):
- «Пациенты» / In Treatment (36 эпизодов; также исполнительный продюсер; две номинации на «Золотой глобус», две номинации на DGA и номинация на NAACP Image Award)
- «Сыны анархии» / Sons of Anarchy (15 эпизодов, номинация на «NAACP Image Award», также исполнительный продюсер)
- «Полиция Нью-Йорка» / NYPD Blue (12 эпизодов; две премии «Эмми»)
- «Детектив Раш» / Cold Case (9 эпизодов; также соисполнительный продюсер; «NAACP Image Award»)
- «Хор» / Glee (9 эпизодов; 3 номинации на «Эмми», две номинации на DGA)
- «Городские ангелы» / City of Angels (4 эпизода; «NAACP Image Award» за лучший драматический сериал; также соисполнительный продюсер и сосоздатель)
- «C.S.I.: Место преступления» / CSI: Crime Scene Investigation (4 эпизода; 2 номинации на «NAACP Image Award»)
- «Щит» / The Shield (3 эпизода; номинация на «NAACP Image Award»)
- «Западное крыло» / The West Wing (3 эпизода; номинация на «Эмми», 3 номинации на DGA)
- «Скорая помощь» / ER (3 эпизода; номинация на DGA)
- «Скользящие» / Sliders (3 эпизода)
- «Хорошая жена» / The Good Wife (2 эпизода)
- «Бестолковые» / Clueless (2 эпизода)
- «Детектив Монк» / Monk (2 эпизода)
- «Морская полиция: Лос-Анджелес» / NCIS: Los Angeles (2 эпизода)
- «Грязь» / Dirt (2 эпизода)
- «Криминальные гонки» / Fastlane (2 эпизода)
- «Детектив Хафф» / Huff
- «Остаться в живых» / Lost
- «4исла» / Numb3rs
- «Доктор Хаус» / House MD (номинация на DGA)
- «Дурман» / Weeds (номинация на DGA)
- «Менталист» / The Mentalist
- «Больница Майами» / Miami Medical
- «Новая норма» / The New Normal
- «Последняя надежда» / Last Resort
- «Власть закона» / The Chicago Code
- «Закон и порядок» / Law & Order

Фильмы:
- «Не грози Южному централу, попивая сок у себя в квартале» / Don’t Be a Menace to South Central While Drinking Your Juice in the Hood, Шон и Марлон Уэйансы в главных ролях